# 심재현 (배우)
심재현(1981년 4월 18일 ~ )은 대한민국의 배우이다.

## 학력
- 동서대학교 연극학과 중퇴

## 출연작

### 드라마
- 《KBS 드라마 스페셜 - 원 나잇》 (2020년, KBS2)
- 《응답하라 1988》 (2015년, tvN)
- 《모범형사 2》 (2022년, JTBC) - 박상훈 역

### 뮤지컬
- 《드림하이》 (2023년) - 교장 역 (2023.5.13 ~ 2023.7.23 광림아트센터 BBCH홀)
- 《오케피》 (2015년) - 드럼 연주자 역
- 《풍월주》 (2015년) - 운장 역
- 《여신님이 보고 계셔》 (2015년) - 이창섭 역
- 《킹키부츠》 (2014년) - 돈 역
- 《블러드 브라더스》 (2014년) - 쌔미 역
- 《궁》 (2013년) - 공내관 역
- 《벽을 뚫는 남자》 (2012년) - 공무원 C씨 / 경찰1 / 형무소장 역
- 《모차르트 오페라 락》 (2012년) - 콜로레도 대주교 역
- 《조로》 (2011년) - 앙상블 역
- 《올 댓 재즈》 (2010년) - 병국 역
- 《로미오 앤 줄리엣》 (2009년) - 영주 역
- 《기발한 자살여행》 (2009년) - 김익수 역
- 《이블데드》 (2008년) - 제이크 역
- 《19 그리고 80》 (2008년) - 앙상블 역
- 《풀몬티》 (2006년) - 말콤 역
- 《유린타운》 (2005년) - 타이니탐 역
- 《렌트》 (2005년)